# Crybaby Lane
Crybaby Lane är en fantasy- och skräckfilm som sändes på Nickelodeon den 28 oktober 2000. Den regisserades av Peter Lauer och manuset är skrivet av Bob Mittenthal. Filmen blev även en creepypasta med samma namn.

## Handling
Bröderna Carl och Andrew älskar spökhistorier och får höra att ett par från grannskapet födde siamesiska tvillingar en gång i tiden. Fadern skämdes över dem och låste in dem. Efter att tvillingar gick bort, ville inte fadern att den onda tvillingen skulle begravas tillsammans med den gode tvillingen, så det sågade upp dem och begravde den onde tvillingen på en plats som döptes till Crybaby Lane. Anden från den onda tvillingen börjar besitta i en av bröderna och nu är det upp till den andra brodern att stoppa tvillingens demoniska krafter för att ställa allt till rätta.

## Kultklassiker
Det spreds rykten om att filmen aldrig sändes mer på Nickelodeon på grund av klagomål från föräldrar som tyckte att filmen var opassande för yngre tittare. Detta stämde inte, eftersom Nickelodeon hade bara glömt bort filmen och fans som bildade en cult-following kring filmen ville att Nickelodeon skulle sända den igen efter tio år sen dess premiär. Detta ledde till att filmen sändes på TeenNick den 31 oktober 2011.
Filmen blev en creepypasta samma år som den sändes igen på TV. Historien suddar ut skillnaderna mellan verkligheten och det fiktiva och framställer Peter Lauer som en "psykopatisk geni", och överdrev att han låg bakom inspirationen till premisser och karaktärer av många Nickelodeon-serier som Svampbob Fyrkant, Danne Fantom, Drake and Josh osv.